# Universidad Mayor Fútbol Club

Escudo Universidad Mayor FC

Universidad Mayor F.C. fue un equipo uruguayo de fútbol, con sede en Montevideo, representativo de la Universidad de la República. Llegó a militar en Primera "B", la segunda categoría más importante del fútbol uruguayo.
Universidad Mayor era un equipo compuesto por estudiantes universitarios. Se afilió a AUF en 1977 y empezó compitiendo en Primera D durante 2 temporadas. En 1979 debutó en la Primera "C" (debido a la desintegración de la D, lo que provocó que todos sus equipos ascendieran automáticamente) y en ese mismo año obtuvo el campeonato, ganándole la final a El Tanque por 1 a 0 y de esa manera logrando el rápido ascenso al profesionalismo.
En Primera "B" disputó 2 temporadas: 1980 y 1981, dirigido en ambas campañas por Hugo Bagnulo. A pesar de ingresar al profesionalismo, sus futbolistas (que tenían como prioridad sus estudios) se mantuvieron en el amateurismo, firmando contratos sin pago alguno. En 1980 finalizaron últimos pero lograron mantenerse en la divisional gracias a superar el repechaje frente a Uruguay Montevideo y Sportivo Italiano. En 1981 nuevamente debieron enfrentar el repechaje para no descender, pero no se presentaron y por lo tanto fueron desafiliados de la Asociación, terminando por desaparecer.

## Palmarés
- Primera "C" (1): 1979